# Kollár Árpád
Kollár Árpád (Zenta, 1980. július 13. –) magyar költő, műfordító, irodalomszervező. Szegeden él.

## Életútja
Tanulmányait a Szegedi Tudományegyetemen végezte magyar és szociológia szakon. Doktori tanulmányait a Szegedi Tudományegyetem Bölcsészettudományi Karának Modern Magyar Irodalom Alapprogramján folytatta (2006 és 2009 között).
Korábban az Új Symposion szerkesztője volt.
2011-től a Fiatal Írók Szövetségének elnöke, 2012-től a Magyar Irodalmi Szerzői Jogvédő és Jogkezelő Egyesület elnöke. 2011-től a Nemzeti Kulturális Alap Folyóirat-kiadás Kollégiumának kurátora , 2012-től a Tiszatáj Online folyóirat irodalmi rovatának szerkesztője (). A szerb mint környezetnyelv mellett középfokú angol nyelvtudással rendelkezik. Két verseskötete: Például a madzag (FISZ, 2005) és Nem Szarajevóban (FISZ, 2010). Verseit német, angol, szerb, horvát, román és lengyel nyelvekre fordították le.
Kollár Árpád főként szerb és horvát költészetet, prózát fordít, eddig két önálló fordításkötete jelent meg: Miljenko Jergović Ruta Tannenbaum című regénye és Olja Savičević Ivančević Lehet, hogy novella című novelláskötete.

## Kutatási területe
Tudományterület: bölcsészettudományok, irodalomtudományok. Kutatási témája a vajdasági Új Symposion folyóirathoz köthető szerzők, különösen Tolnai Ottó lírai munkássága (témavezetője Virág Zoltán).

## Jelentősebb művei
- Kollár Á. (2002): Diskurzusok a szerbiai szociológiában. In: Kovács É. (szerk.): Mi újság a kelet-közép-európai szociológiában? Budapest. Teleki László Intézet
- Például a madzag. Versek; FISZ, Budapest, 2005 (FISZ könyvek)
- Kollár Á. (2006): Szög a nadírban (Tolnai Ottó: Szög a nadírban). – Tiszatájg, 5. sz.
- Kollár Á. (2009): Koncz István, az átértékelő. – Tisztatáj. 1. sz.
- Kollár Á. (2010): A csalás otthonossága – Fordítás, (meg)értés, idegenség Kosztolányi Esti Kornéljában. In: Bednanics G. (szerk.): Alszik a fény. Budapest. FISZ
- Nem Szarajevóban; FISZ, Budapest, 2010 (Hortus conclusus)
- Kollár Á. (2013): A semmi hangja ‒ a bolond beszéd poétikája Tolnai Ottó Wilhalm-dalok ‒ avagy a vidéki Orfeuszában. In: Kelemen Z. (szerk.): Gagyog, s ragyog. Szeged. Univ Kiadó
- Milyen madár; Csimota, Budapest, 2014
- A völgy, írta Tárkony; Csimota, Budapest, 2016
- Csepregi János–Dániel András–Kollár Árpád: Nyuca. Bestiárium; ill. Nagy Norbert; Scolar, Budapest, 2021

## Díjai, elismerései
- Faludy György-díj (2006)
- Sziveri János-díj (2011)[3]
- Móricz Zsigmond Irodalmi Alkotói Ösztöndíj
- a Nemzeti Kulturális Alap alkotói támogatásában részesült
- Az Év Gyermekkönyve Díj (2016)
- József Attila-díj (2017)[4]
- MMA-ösztöndíj (2024)[5]
- A Tokaji Írótábor Hordó-díja (2024)[6]